# Георги Боковала
Георги Бокова̀ла или Георги Ковачовалията е български хайдутин, войвода от Кресненско-Разложкото въстание.

## Биография
Роден е около 1820 година в село Ковачево в богато занаятчийско семейство. В началото на 40-те години става хайдутин и действа в района на Пиринска Бистрица. Влиза в четата на Ильо войвода, а по-късно оглавява собствена чета. При избухването на Кресненско-Разложкото въстание се присъединява с четата си към тази на Стоян Карастоилов. През октомври става помощник на Георги Кременлията, който има за задача да овладее Парилската седловина. В нарушение на заповедта на щаба да не влиза по селата четата на Кременлията нощува в село Черешница, което на следния ден е нападнато от черкезка конница. Кременлията се оттегля в Пирин, а Георги Боковала остава да прикрива изтеглянето, като загива в сражението близо до родното си село Ковачево.